# Região Nordeste dos Estados Unidos
O Nordeste dos Estados Unidos (em inglês:  Northeastern United States) é uma região dos Estados Unidos. De acordo com a definição usada pelo Departamento do Censo dos Estados Unidos, a região Nordeste consiste em nove estados: Connecticut, Maine, Massachusetts, Nova Hampshire, Rhode Island e Vermont, pertencentes à denominada Nova Inglaterra; e os de Nova Jérsei, Nova Iorque e Pensilvânia, pertencentes ao Médio Atlântico.
Nem todas as definições do Nordeste dos Estados Unidos utilizam a mesma classificação do censo americano. Em algumas ocasiões, a região também inclui os seguintes estados: Delaware, Maryland, Virgínia, Virgínia Ocidental e o Distrito de Colúmbia (este não é um estado, e sim um distrito federal).
O Nordeste, conforme definição do Departamento do Censo, é a região mais rica dos Estados Unidos. A região foi responsável por aproximadamente 25% do produto interno bruto americano de 2007.
As maiores cidades dessa região incluem Boston, Filadélfia, Nova Iorque e Pittsburgh.

## Geografia
Das quatro regiões definidas pelo Departamento do Censo do Estados Unidos, a região Nordeste é a menor em área. A paisagem da região varia entre a costa rochosa da Nova Inglaterra e a terra fértil do Vale do rio Ohio atrás do Allegheny Front, no estado do Ohio. Começando na península de West Quoddy Head no Maine, o ponto mais a leste dos Estados Unidos, a costa Atlântica é em grande parte rochosa, com falésias recortadas levantando-se a uma centena de metros acima do oceano. Ao sul das Ilhas de Shoals perto do Maine e Nova Hampshire, o litoral começa a diminuir em praias de areia que se estendem pelo resto do litoral do Nordeste Atlântico.
Quatro grandes rios atravessam o litoral para desaguar no Oceano Atlântico: o rio Delaware, na fronteira dos estados de Nova Jérsei e Delaware, o Hudson na divisa dos estados de Nova Iorque e Nova Jérsei, o rio Connecticut, em Connecticut (que, tecnicamente, deságua no estuário de Long Island, e que depois deságua no Atlântico), e o rio Kennebec, no Maine. O rio Susquehanna, é o rio mais longo da costa leste dos Estados Unidos e flui através de Nova Iorque e Pensilvânia, mas chega ao mar na região do Atlântico Sul do país. Dois dos Grandes Lagos, lago Ontário e lago Erie, fazem parte da fronteira norte da região.

### Clima
Apesar de ser geograficamente uma das menores regiões dos Estados Unidos, os estados nordestinos possuem uma grande variedade de climas. Chuva varia em mais de 1,3 mm anualmente em algumas áreas costeiras, até 810 mm na parte oeste da Pensilvânia e Nova Iorque. Neve pode variar em mais de 5,1 m por ano no chamado Upstate New York até mais ou menos um pé nas zonas costeiras do sul de Nova Jérsei.
Geralmente, o norte da Nova Inglaterra, as partes setentrionais de Nova York do rio Mohawk, as áreas montanhosas nos Apalaches e algumas zonas costeiras possuem um verão quente de clima continental úmido (classificação do clima de Köppen Dfb), com verões quentes, úmidos e com neve, e frequentemente, invernos muito frios. As cidades nesta zona incluem Syracuse, em Nova Iorque; Burlington, em Vermont e Portland, no Maine. Invernos em Portland são suaves, porque a cidade está localizada no litoral.

### Megalópole do nordeste americano
Atualmente, uma grande parte do Nordeste dos Estados Unidos compreende a Megalópole do Nordeste Americano. Quase toda a costa leste americana, incluindo a megalópole, está ligada pela Interestadual I-95, que vai desde a Flórida passando por Baltimore, Filadélfia, Nova Iorque e Boston chegando ao Maine.
Essa região é a mais industrializada do país, já que tem vantagens geográficas (existência de muitos rios e lagos navegáveis).

## Demografia
Segundo estimativa de 2020 do censo americano, a população do Nordeste dos Estados Unidos é de 57 609 148 habitantes, um crescimento de 4,1% em relação ao censo realizado em 2010, quando a região possuía 55 317 240 habitantes.

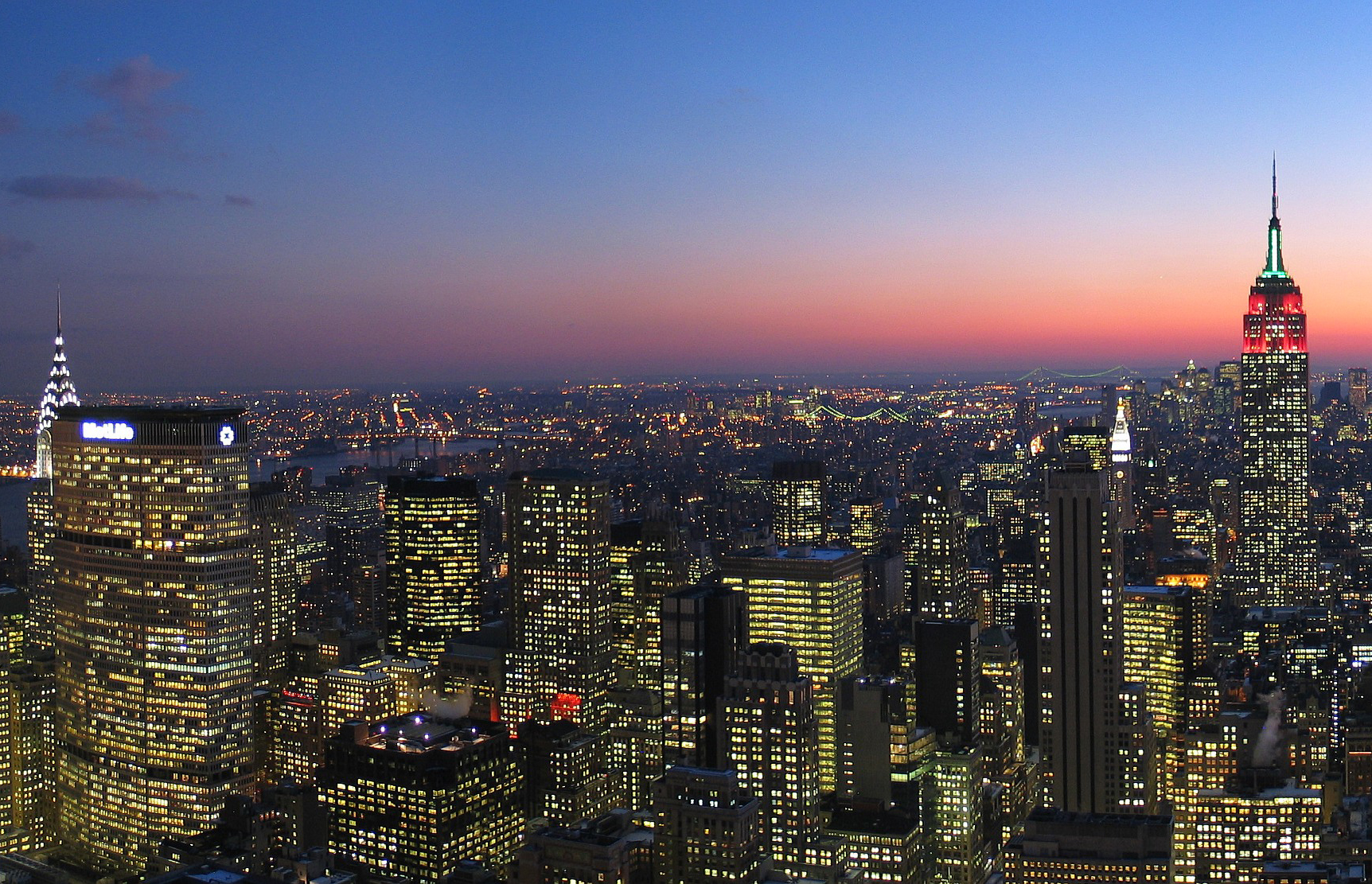
Nova Iorque, a maior cidade dos Estados Unidos

|   | Estado        | Estimativa 2020 |
| - | ------------- | --------------- |
| 1 | Nova Iorque   | 20 201 249      |
| 2 | Pensilvânia   | 13 002 700      |
| 3 | Nova Jérsei   | 9 288 994       |
| 4 | Massachusetts | 7 029 917       |
| 5 | Connecticut   | 3 605 944       |
| 6 | New Hampshire | 1 377 529       |
| 7 | Maine         | 1 362 359       |
| 8 | Rhode Island  | 1 097 379       |
| 9 | Vermont       | 643 077         |

### Principais cidades
| Pos. | cidade         | população (2010) | estado        |
| ---- | -------------- | ---------------- | ------------- |
| 1    | Nova Iorque    | 8.336.817        | Nova Iorque   |
| 2    | Filadélfia     | 1.584.064        | Pensilvânia   |
| 3    | Boston         | 692.600          | Massachusetts |
| 4    | Pittsburgh     | 300.286          | Pensilvânia   |
| 5    | Newark         | 282.011          | Nova Jérsei   |
| 6    | Jersey City    | 262.085          | Nova Jérsei   |
| 7    | Buffalo        | 255.284          | Nova Iorque   |
| 8    | Rochester      | 205.695          | Nova Iorque   |
| 10   | Worcester      | 185.428          | Massachusetts |
| 11   | Providence     | 179.883          | Rhode Island  |
| 12   | Springfield    | 153.606          | Massachusetts |
| 13   | Paterson       | 145.233          | Nova Jérsei   |
| 14   | Bridgeport     | 144.399          | Connecticut   |
| 15   | Syracuse       | 142.327          | Nova Iorque   |
| 16   | New Haven      | 130.250          | Connecticut   |
| 17   | Stamford       | 129.638          | Connecticut   |
| 18   | Elizabeth City | 129.216          | Nova Jérsei   |
| 19   | Hartford       | 122.105          | Connecticut   |
| 20   | Allentown      | 121.442          | Pensilvânia   |